# سوية التنفس

سوية التنفس أو سوائية التنفس أو يسر التنفس في الجهاز التنفسي للثدييات هي معدل التنفس الطبيعي والجيد وغير المجهد في وقت الراحة.